# Cherusca nitens
Cherusca nitens är en ringmaskart som beskrevs av Müller in Grube 1858. Cherusca nitens ingår i släktet Cherusca och familjen Trochochaetidae. Inga underarter finns listade i Catalogue of Life.